# 岡三証券
岡三証券株式会社（おかさんしょうけん、Okasan Securities Co., Ltd.）は、東京都中央区日本橋に本社を置く証券会社。岡三証券グループの中核である。東海東京証券とともに準大手証券で、個人客の対面営業が主である。

## 概説
（旧）岡三證券は、2003年10月の創業80周年で証券持株会社・岡三証券グループに移行。これに伴い、現在の岡三証券が営業開始。
旧岡三證券が三重県津市で創業。大阪市、東京都へ本店を移転したため、三重県、大阪府、東京都、全国各地に支店・営業所が多い。
2005年9月、東京都港区虎ノ門にアジア情報館（2016年4月閉館）を設立。中央区日本橋に「グローバルリサーチセンター」設立。
海外はニューヨークと上海に駐在員事務所があり、ベトナム投資開発銀行証券や中国銀河証券、マレーシアのOSK、韓国の大信證券、台湾の元富證券などと提携。

## 沿革
- 2003年（平成15年）
  - 4月10日 - 「岡三証券分割準備株式会社」設立。
  - 10月1日 - 岡三證券から証券業の営業を譲受、「岡三証券株式会社」として営業開始。
- 2005年（平成17年）9月14日 - 「アジア情報館」開設。
- 2008年（平成20年）
  - 4月1日 - 株式会社岡三経済研究所を吸収合併。
  - 8月 - 投資情報部門を移転・集約して「岡三グローバルリサーチセンター」を開設。
- 2011年（平成23年）1月 - 東京都中央区日本橋室町に、本社機能の一部を移転。
- 2013年（平成25年）9月 - 室町トレーディングルームを開設。
- 2016年（平成28年）4月 -「アジア情報館」閉館。
- 2022年（令和4年）1月 - 岡三オンライン証券を合併。
- 2024年（令和6年）
  - 4月 - 住信SBIネット銀行よりくりっく365事業を譲受予定。
  - 4月頃 - GMOあおぞらネット銀行を所属銀行とする銀行代理店となり、岡三BANKのサービスを開始予定。

## 提供番組
現在
- 日曜ビッグバラエティ（テレビ東京）
- 美しい日本に出会う旅（BS-TBS）

過去
- 神州天馬侠（フジテレビ）
- テレビあっとランダム（テレビ東京）
- 株式ニュース（午後。テレビ東京）
- Closing Bell（テレビ東京）

## 不祥事
2002年3月20日、証券取引法に違反した空売りを行ったとして、金融庁から業務改善命令が出た。